# 罕萊灰蝶
罕萊灰蝶（學名：Lycaena helle，英文俗名：Violet Copper），是屬於灰蝶科灰蝶亞科的一種蝴蝶，是灰蝶屬的一種。廣泛分佈於歐洲中部及北部，至北亞之俄羅斯西伯利亞一帶。

## 語源
學名中的種名「helle」源自希臘語「Ἕλλη」，是古希臘神話女性人物赫勒的名字，中文蝶名為音譯。

## 外型
翅面橙黃色，具紫藍色光澤，各緣室和中室的斑均為黑色。前翅外緣黑色，亞緣有灰黑色斑列，中橫斑列呈弧形排列，中室內有3個黑點。後翅灰褐色，橙黃色的亞緣新月斑冠以黑點，其餘部分被紫藍色所遮蓋。前翅反面橙黃斑列排列同正面；後翅反面橙紅色亞緣帶內有黑點，帶的內邊也有黑點列，其餘部分均為紫藍色至褐黃色、散佈若干個黑點，所有黑點均有淺色邊。尾狀突起很小。

## 寄主
幼蟲的寄主皆屬蓼科物種，包括：
- 蓼屬：珠芽蓼（芬蘭）、兩棲蓼、拳參
- 酸模屬：酸模、水生酸模。

## 亞種
- L. h. helle

－ 指名亞種，分佈於歐洲中部、北部及大高加索山脈
- L. h. phintonis (Fruhstorfer, 1910)

－ 分佈於外東北
- L. h. schurovi Gorbunov, 2001

－ 分佈於高加索

## 腳註
1. 1 2  周堯. . 中國: 河南技術出版社. 1992年: 662. ISBN 75349-15740.
2. ↑  Seppänen, 1970. Suomen suurperhostoukkien ravintokasvit Animalia Fennica 14
3. ↑  Korshunov & Gorbunov. Butterflies of the Asian part of Russia; English translation by Oleg Kosterin （页面存档备份，存于）; [Dnevnye babochki aziatskoi chasti Rossii. Spravochnik], #342
4. ↑  Tuzov, Bogdanov, Churkin, Devyatkin, Dantchenko, Murzin, Samodurov, Zhdanko, 2000. Guide to the Butterflies of Russia and adjacent territories: Libytheidae, Danaidae, Nymphalidae, Riodinidae, Lycaenidae Butts. Russia adj. terr. 2 : 123, pl. 57, f. 1-6
5. ↑  Fruhstorfer, 1910. Neue palaearktische Rhopaloceren Ent. Zs. 24 (26) : 144

## 外部連結
- 维基共享资源上的相關多媒體資源：罕萊灰蝶
- 維基物種上的相關：罕萊灰蝶
- Lycaena helle - Catalogue of Life （英文）
- Lycaena helle （页面存档备份，存于） - funet.fi